# Deutschlandpokal (Tischtennis)
Der Deutschlandpokal ist im Tischtennis ein Mannschaftsvergleich der Landesverbände. Veranstalter ist der Deutsche Tischtennis-Bund DTTB. Der Sieger erhielt als ewigen Wanderpreis den „Deutschlandpokal“.  Für Herren und Damen wurde dieser Wettbewerb Anfang der 1970er Jahre zuletzt ausgetragen.
Heute findet dieser Wettbewerb noch im Schüler-, Jugend- und Seniorenbereich statt. Er wurde 1970 erstmals ausgetragen.

## Einführung
Der Deutschlandpokal ist die Nachfolgeveranstaltung der Gau-Mannschaftsmeisterschaften, die in den 1930er Jahren jährlich stattfanden. Er wurde erstmals 1947/48 für Herren und 1949/50 für Damen ausgetragen.
Zunächst hieß dieser Wettbewerb im Damenbereich Bundespokal, 1952 wurde er in Deutschlandpokal umbenannt. Seit 1952 waren auch die ostdeutschen Verbände teilnahmeberechtigt.
War zunächst eine jährliche Durchführung geplant, so stellte man ab 1952 auf einen zweijährigen Turnus um. Anfangs loste man die Teams in Vorgruppen, in denen Jeder gegen Jeden spielte. Die beiden Ersten kamen in eine Zwischenrunde, der eine Endrunde folgte. Später führte man den Wettbewerb im K.-o.-System durch.
Eine Mannschaft bestand bei den Damen anfangs aus zwei, in späteren Jahren aus drei, und bei den Herren aus drei Aktiven. Ein Mannschaftskampf wurde nach dem Swaythling-Cup-System für Dreiermannschaften durchgeführt.
1958 beschloss die DDR, nicht mehr am Deutschlandpokal teilzunehmen.
Letztmals ausgetragen wurde der Deutschlandpokal 1970/71 für die Herren und 1971/72 für die Damen.

## Ergebnisse Damen (einschließlich Gaumeisterschaften)
| Saison  | Austragungsort Endspiel | Mannschaft                  | Aktive eingesetzt in den Endspielen und/oder in den Halbfinalspielen |
| ------- | ----------------------- | --------------------------- | -------------------------------------------------------------------- |
| 1932    | Dresden                 | 1. Berlin                   | Astrid Krebsbach, Mona Müller-Rüster, Frau Polakowsky                |
| 1932    | Dresden                 | 2. Bezirk Dresden           | Annemarie Hähnsch, Frl. Alice Pötsch …                               |
| 1932/33 | Hamburg                 | 1. Berlin                   | Astrid Krebsbach, Annemarie Schulz, Anita Felguth                    |
| 1932/33 | Hamburg                 | 2. Sachsen                  | Annemarie Hähnsch, Bauer                                             |
| 1933/34 | Braunschweig            | 1. Brandenburg              | Astrid Krebsbach, Annemarie Schulz, Anita Felguth                    |
| 1933/34 | Braunschweig            | 2. Niederrhein              | Hilde Bussmann, Billy Klemms                                         |
| 1934/35 | Stettin                 | 1. Brandenburg              | Astrid Krebsbach, Erika Richter, Anita Felguth                       |
| 1934/35 | Stettin                 | 2. Pommern                  | Karge, von Normann                                                   |
| 1935/36 | Gelsenkirchen           | 1. Brandenburg              | Astrid Krebsbach, Erika Richter, Anita Felguth, Annemarie Schulz     |
| 1935/36 | Gelsenkirchen           | 2. Niederrhein              | Hilde Bussmann, Berti Capellmann, Beerwinkel                         |
| 1936/37 | Hohenneuendorf          | 1. Mitte                    | Astrid Hobohm, Hanna Büldge                                          |
| 1936/37 | Hohenneuendorf          | 2. Brandenburg              | Annemarie Schulz, Mona Müller-Rüster                                 |
| 1937/38 | Breslau                 | 1. Ostmark                  | Trude Pritzi, Ottilie Ratschker                                      |
| 1937/38 | Breslau                 | 2. Sachsen                  | Schmidt, Annemarie Matthäs                                           |
| 1938/39 | Frankfurt am Main       | 1. Ostmark                  | Trude Pritzi, Ottilie Graszl                                         |
| 1938/39 | Frankfurt am Main       | 2. Berlin                   |                                                                      |
| 1949/50 | Wuppertal               | 1. Bayern                   | Edith Schmidt, Erika Buchhold, Hertha Maier-Raffalt, Gisela Eberth   |
| 1949/50 | Wuppertal               | 2. Berlin                   | Erika Richter, Uschi von Puttkamer                                   |
| 1950/51 | Hannover                | 1. WTTV                     | Hilde Bussmann, Berti Capellmann                                     |
| 1950/51 | Hannover                | 2. Niedersachsen            | Hannelore Hanft, Grete Herber                                        |
| 1951/52 | Erfurt                  | 1. WTTV                     | Hilde Bussmann, Berti Capellmann                                     |
| 1951/52 | Erfurt                  | 2. Thüringen                | Hannelore Hanft, Grete Herber                                        |
| 1953/54 | Hamburg                 | 1. Thüringen                | Hannelore Gießler, Grete Herber                                      |
| 1953/54 | Hamburg                 | 2. Hamburg                  | Annegret Thöle, Ursula Paulsen                                       |
| 1955/56 | Erfurt                  | 1. Hamburg                  | Annegret Thöle, Ursula Paulsen                                       |
| 1955/56 | Erfurt                  | 2. Thüringen                | Hannelore Gießler, Grete Herber                                      |
| 1957/58 | Hannover                | 1. Niedersachsen            | Inge Müser, Jutta Kruse, Oda Mielenhausen                            |
| 1957/58 | Hannover                | 2. Thüringen                | Hannelore Gießler, Grete Herber, Waltraud Bergner                    |
| 1959/60 | Hannover                | 1. Niedersachsen            | Inge Müser, Jutta Kruse, Oda Mielenhausen                            |
| 1959/60 | Hannover                | 2. WTTV                     | Gudrun Müller, Monika Wiskandt, Hilde Gröber                         |
| 1961/62 | Neu-Mödrath             | 1. Niedersachsen            | Ilse Lantermann, Oda Mielenhausen, Waltraud Zehne                    |
| 1961/62 | Neu-Mödrath             | 2. WTTV                     | Agnes Simon, Gudrun Müller, Hilde Gröber                             |
| 1963/64 | Berlin                  | 1. WTTV                     | Rosemarie Seidel, Gudrun Müller, Isolde Woschee                      |
| 1963/64 | Berlin                  | 2. Württemberg-Hohenzollern | Hannelore Männer, Inge Harst, Christiane Küchler, Eva Schmollinger   |
| 1965/66 | Neckarsulm              | 1. WTTV                     | Agnes Simon, Rosemarie Seidel, Christel Lang                         |
| 1965/66 | Neckarsulm              | 2. Württemberg-Hohenzollern | Inge Harst, Hannelore Männer, Erika Schmollinger                     |
| 1967/68 | Hückeswagen             | 1. WTTV                     | Agnes Simon, Wiebke Hendriksen, Christel Lang                        |
| 1967/68 | Hückeswagen             | 2. Württemberg-Hohenzollern | Hannelore Männer, Inge Harst                                         |
| 1969/70 | Witten                  | 1. Schleswig-Holstein       | Jutta Trapp, Edit Buchholz, Ingrid Bahnert, Annegret Steffien        |
| 1969/70 | Witten                  | 2. WTTV                     | Agnes Simon, Wiebke Hendriksen, Rosemarie Seidel                     |
| 1971/72 | Osnabrück               | 1. Schleswig-Holstein       | Edit Wetzel, Ingrid Bahnert, Monika Block                            |
| 1971/72 | Osnabrück               | 2. Württemberg-Hohenzollern | Erika Schmollinger, Inge Harst, Sigrid Hans                          |

## Ergebnisse Herren (einschließlich Gaumeisterschaften)
| Saison  | Austragungsort Endspiel | Mannschaft         | Aktive eingesetzt in den Endspielen und/oder in den Halbfinalspielen                                    |
| ------- | ----------------------- | ------------------ | --- |
| 1932    | Dresden                 | 1. Bezirk Dresden  | Nikita Madjaroglou, Erich Klein, Karlitzky, Wolfram Bauer                                               |
| 1932    | Dresden                 | 2. Bezirk Berlin   | Steiner, Rudolf Schwager, Heinz Nickelsburg                                                             |
| 1932/33 | Hamburg                 | 1. Norddeutschland | Paul Benthien, Erich Deisler, Kurt Entholt                                                              |
| 1932/33 | Hamburg                 | 2. Sachsen         | Falik, Nikita Madjaroglou, Wolfram Bauer, Ratner                                                        |
| 1933/34 | Braunschweig            | 1. Nordmark        | Heinz Benthien, Erich Deisler, Kurt Entholt, Herbert Ladda                                              |
| 1933/34 | Braunschweig            | 2. Brandenburg     | Rudolf Schwager, Heinz Raack,                                                                           |
| 1934/35 | Stettin                 | 1. Sachsen         | Wolfram Bauer, H. Benkert, Schmidt                                                                      |
| 1934/35 | Stettin                 | 2. Brandenburg     | S. Sperling, Heinz Raack, Rudolf Schwager, Roderich Dietze                                              |
| 1935/36 | Gelsenkirchen           | 1. Nordmark        | Helmut Ulrich, Heinz Benthien, Kurt Entholt, Erwin Münchow                                              |
| 1935/36 | Gelsenkirchen           | 2. Pommern         | Georg Kutz, Hoth, Struck                                                                                |
| 1936/37 | Hohenneuendorf          | 1. Brandenburg     | Rudolf Schwager, Hans Kiack, Heine                                                                      |
| 1936/37 | Hohenneuendorf          | 2. Pommern         | Georg Kutz, Struck                                                                                      |
| 1937/38 | Breslau                 | 1. Ostmark         | Karl Sediwy, Ferdinand Schuech, Otto Eckl                                                               |
| 1937/38 | Breslau                 | 2. Mittelrhein     | Helmuth Hoffmann, Hanns Welter                                                                          |
| 1938/39 | Frankfurt am Main       | 1. Mittelrhein     | Hanns Welter, Helmuth Hoffmann, Walter Than                                                             |
| 1938/39 | Frankfurt am Main       | 2. Ostmark         | Ferdinand Schuech, Karl Sediwy                                                                          |
| 1947/48 | Schwerte                | 1. WTTV            | Helmuth Hoffmann, Bernie Vossebein, Jupp Schlaf, Werner Hillenkötter, Bert Huthmacher, Werner Scheffler |
| 1947/48 | Schwerte                | 2. Hessen          | Kurt Seifert, Willi Mallon, Schittenhelm, Rehak, Erich Mech, Scheer                                     |
| 1948/49 | Recklinghausen          | 1. WTTV            | Helmuth Hoffmann, Bernie Vossebein                                                                      |
| 1948/49 | Recklinghausen          | 2. Hamburg         | Heinz Benthien, Erich Deisler                                                                           |
| 1949/50 | Rheydt                  | 1. WTTV            | Dieter Mauritz, Helmuth Hoffmann, Bernie Vossebein, Kurt Braun, Leo Junggeburth                         |
| 1949/50 | Rheydt                  | 2. Hessen          | Kurt Seifert, Willi Mallon, Erich Mech                                                                  |
| 1950/51 | Berlin                  | 1. Bayern          | Bernhard Bukiet, Walter Than, Leopold Holusek                                                           |
| 1950/51 | Berlin                  | 2. Berlin          | Heinz Raack, Arnold Ring, Manfred Feld                                                                  |
| 1952/53 | Gießen                  | 1. Hessen          | Willi Mallon, Kurt Seifert, Werner Haupt, Erwin Lentföhr                                                |
| 1952/53 | Gießen                  | 2. Thüringen       | Heinz Schneider, Helmut Hanschmann, Peter Schmidt                                                       |
| 1954/55 | Rheydt                  | 1. Bayern          | Conny Freundorfer, Josef Seiz, Leopold Holusek, Toni Breumair, Hans Rockmeier                           |
| 1954/55 | Rheydt                  | 2. WTTV            | Bernie Vossebein, Leo Junggeburth, Hermann                                                              |
| 1956/57 | Mörfelden               | 1. Bayern          | Conny Freundorfer, Josef Seiz, Leopold Holusek                                                          |
| 1956/57 | Mörfelden               | 2. Hessen          | Erich Arndt, Dieter Michalek, Kurt Seifert                                                              |
| 1958/59 | Düsseldorf              | 1. WTTV            | Hans Wilhelm Gäb, Horst Langer, Josef Wenninghoff, Klemens Tietmeyer                                    |
| 1958/59 | Düsseldorf              | 2. Berlin          | Wolfgang Prandke, Heinz Raack, Günter Matthias                                                          |
| 1960/61 | München                 | 1. WTTV            | Eberhard Schöler, Hans Wilhelm Gäb, Josef Wenninghoff, Horst Terbeck                                    |
| 1960/61 | München                 | 2. Bayern          | Conny Freundorfer, Josef Seiz, Martin Ness                                                              |
| 1962/63 | Pfungstadt              | 1. WTTV            | Eberhard Schöler, Dieter Forster, Klaus Solka, Hans-Jörg Offergeld                                      |
| 1962/63 | Pfungstadt              | 2. Hessen          | Peter Held, Wolf Berger, Erich Arndt                                                                    |
| 1964/65 | Hannover                | 1. Niedersachsen   | Hans Micheiloff, Ernst Gomolla, Herbert Gomolla                                                         |
| 1964/65 | Hannover                | 2. WTTV            | Eberhard Schöler, Peter Hübner, Walter Dahlmann                                                         |
| 1966/67 | Kassel                  | 1. Hessen          | Erich Arndt, Dieter Michalek, Günter Köcher                                                             |
| 1966/67 | Kassel                  | 2. Niedersachsen   | Bernt Jansen, Herbert Gomolla, Hans Micheiloff                                                          |
| 1968/69 | Osnabrück               | 1. Niedersachsen   | Ernst Gomolla, Bernt Jansen, Hans Micheiloff, Alfred Nagel                                              |
| 1968/69 | Osnabrück               | 2. WTTV            | Eberhard Schöler, Wilfried Lieck, Karl-Heinz Scholl                                                     |
| 1970/71 | Datteln                 | 1. WTTV            | Eberhard Schöler, Jochen Leiß, Richard Fritz                                                            |
| 1970/71 | Datteln                 | 2. Niedersachsen   | Hans Micheiloff, Ernst Gomolla, Hans-Jürgen Lunk                                                        |